# Action démocratique nationale
L'Action démocratique nationale (en espagnol : Acción Democrática Nacional ; abrégé en ADN) est une alliance et parti politique équatorien créé pour soutenir la candidature de Daniel Noboa à l'élection présidentielle de 2023.

## Histoire
À la suite de la crise politique équatorienne de 2023, Daniel Noboa annonce sa candidature à la présidentielle en mai 2023. Il reçoit le soutien du parti Peuple, égalité et démocratie (PID) et du mouvement MOVER, qui deviennent membres de l'ADN. Au cours des mois suivants Noboa organise le mouvement qui reste pendant longtemps sans réel existence légale,.
Lors de l'élection présidentielle de 2023, Noboa l'emporte au second tour face à la candidate de gauche Luisa González.